# General Atomics
General Atomics (GA) ist ein US-amerikanisches Hochtechnologie-Unternehmen mit Aktivitäten vor allem in den Bereichen Kernenergie und Rüstung. Der Unternehmenssitz befindet sich in San Diego, Niederlassungen existieren in Berlin, Dresden, München, Adelaide, Washington, D.C., Denver, Los Alamos, Oklahoma City, Tupelo, Ogden. Das Unternehmen beschäftigt etwa 12.500 Mitarbeiter.

## Geschichte
Das Unternehmen wurde am 18. Juli 1955 als Kernenergie-Sparte von General Dynamics gegründet. Erster Präsident und Initiator der Gründung war Frederic de Hoffmann. 1967 wurden es an Gulf Oil verkauft und in „Gulf General Atomic“ umbenannt. 1973 bis 1982 war Shell an der Firma beteiligt, die während dieser Zeit „General Atomic Company“ hieß. Ab 1982 hießen sie „GA Technologies Inc.“ 1984 wurde die Mutterfirma Gulf von Chevron übernommen. 1986 übernahmen die Brüder Linden Blue (* 1936) und James Neal Blue (* 1935) aus Denver für 60 Millionen US-Dollar die Firma, die seither General Atomics heißt. Chairman und CEO von GA ist James Neal Blue.
Weil das Unternehmen in Privatbesitz ist, braucht es keine Umsatzzahlen zu veröffentlichen und tut dies auch nicht. Einen Großteil des Umsatzes machen aber die Predator-Drohnen aus. 2005 gab das US-Verteidigungsministerium bekannt, dass rund 5,7 Milliarden US-Dollar über fünf Jahre in 144 Predator investiert werden. Im selben Jahr erhielt die Predator von der US Air Force Einsatzfähigkeits-Status (Initial Operating Capability). James Neal Blue gab den Umsatzanteil der Predator-Drohne 2005 mit rund einem Drittel an.
Da das Unternehmen stark von Kontrakten des Verteidigungsministeriums abhängig ist, investiert es viel in Lobbyarbeit in Washington, D.C. 2006 geriet es in die Kritik, da es einen überproportional großen Anteil am Reise-Sponsoring von US-Kongressabgeordneten hatte (von 2000 bis Mitte 2005 rund 660.000 US-Dollar, im Vergleich etwa zu Boeing mit offiziell 13.000 US-Dollar).
Die Firma begann mit Projekten zur Kernenergie und entwickelte in den 1950er Jahren den TRIGA-Kernreaktor. Damals waren sie auch für das Orion-Projekt zuständig. Ab 1959 entwickelten sie spezielle Graphit-Hochtemperaturreaktoren (HTGR), die sich aber gegen die Konkurrenz der Leichtwasserreaktoren nicht durchsetzen konnten. 2007 entwickeln sie heliumgekühlte Kernreaktoren (Gas Turbine Modular Helium Reactor, GT-MHR). Sie betreiben auch eines der größten Kernfusionsenergie-Programme in der Kernindustrie (Forschung an Tokamaks seit den 1960er Jahren, in den 2000er Jahren in der DIII-D National Fusion Facility) und befassen sich mit der Handhabung von radioaktiven Abfällen. 2010 stellten sie das Energy Multiplier Module (EM2) vor, eine kleinere Version des GT-MHR, das Energie aus Atommüll produzieren soll.
Am 30. September 2020 wurde eine Vereinbarung unterzeichnet, dass alle Geschäftstätigkeiten rund um Wartungsarbeiten für Privatflugzeuge und militärische Luftfahrzeuge als auch die Herstellung und den Unterhalt der Dornier 228 NG  von der RUAG übernommen werden.

## Produkte
Die Sparte General Atomics Aeronautical Systems stellt die Drohne „Predator“ her und entwickelt das elektromagnetische Flugzeugträger-Katapult EMALS (Electromagnetic Aircraft Launch System), das die dampfgetriebenen Katapulte auf Flugzeugträgern ersetzen soll und schon erfolgreich erprobt wurde. Das Advanced Arresting Gear System (AAG) soll entsprechend das System der Bremsseile für Flugzeugträger modernisieren. Außerdem entwickelte die Sparte eine Railgun unter anderem für die Luft- und Raketenabwehr, Magnetschwebebahnen (Maglevs, Magnetically levitated systems and linear drives), Radarsysteme (Lynx Synthetic Aperture Radar) und Bergbautechnik, z. B. Elektromotoren für Muldenkipper im Bergbau.

## Organisationsstruktur
- Electromagnetic Systems Group (GA-EMS)
- Energy Group
  - Controlled Fusion
  - Fission (Kernreaktoren von Triga bis Next Generation Advanced Reactors). TRIGA International ist dabei ein Gemeinschaftsunternehmen mit der zu Areva gehörigen CERCA.
  - Advanced Computing (u. a. San Diego Supercomputer Center)

Zugehörige Unternehmen:
- General Atomics Aeronautical Systems (GA-ASI)
  - Aircraft Systems Group
  - Reconnaissance Systems Group
- General Atomics Systems Integration (GA-SI), Dienstleister für Drohnen und Unterhaltung alternder Flugzeugbestände speziell der US-Streitkräfte
- ConverDyn, für die Herstellung von Uranhexafluorid (Urankonversion).
- Cotter Corporation, ein 1956 gegründetes Bergbauunternehmen (ursprünglich Uranabbau in New Mexico), im Jahr 2000 erworben
- Heathgate Resources Pty, Ltd., 1990 gegründet, Betreiber der Beverley Uran-Mine in Australien
- Nuclear Fuels Corporation (NFC), 1991 gegründet.
- Rio Grande Resources Corporation, managt die Bergbau-Aktivitäten (Uran u. a.) von GA, die sie 1991 von Chevron Resources übernahmen.
- General Atomics Europe GmbH (GAE), z. B. Rekultivierung von alten Braunkohle- und Uranerzabbaugebieten, vorgefertigte Betonteile, Munitions-Wiederaufarbeitung, Fertigung und Instandhaltung von Flugzeugen/Hubschraubern.
  - GBM Gleisbaumechanik Brandenburg
  - Spreewerk Lübben